# Поза містом
«Поза містом» (англ. Beyond the City) — роман шотландського письменника Артура Конан Дойла. Написаний у 1892 році.